# Flydubai
A Flydubai (arabul: فلاي دبي), hivatalos nevén Dubai Aviation Corporation (arabul: مؤسسة دبي للطيران), egy állami tulajdonú diszkont légitársaság, az Egyesült Arab Emírségek harmadik legnagyobb légitársasága. Bázisrepülőtere a Dubaji nemzetközi repülőtér. A légitársaság 125 útvonalon repül közel-keleti, afrikai, ázsiai és európai repülőterekre.

## Balesetek
2016. március 19-én a Flydubai 981-es járata, egy Boeing 737-800-as típusú repülőgép, balesetet szenvedett a Rosztovi nemzetközi repülőtér közelében. A repülőgép fedélzetén 61 ember meghalt.